# Świadkowie Jehowy w Portugalii

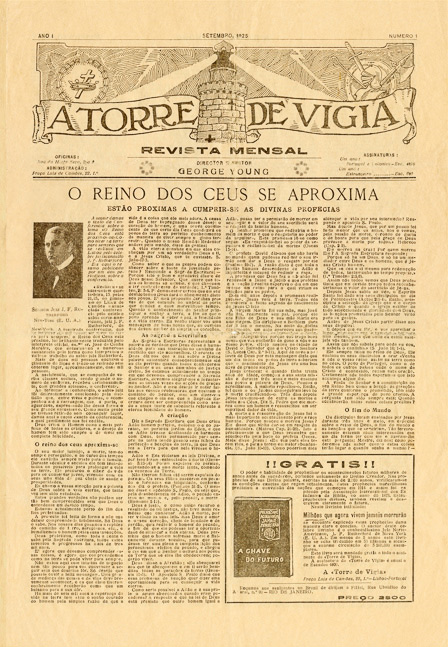
„Strażnica” w języku portugalskim wydanie europejskie (wrzesień 1925, rok I, numer I)

Świadkowie Jehowy w Portugalii – społeczność wyznaniowa w Portugalii, należąca do ogólnoświatowej wspólnoty Świadków Jehowy, licząca w 2023 roku 54 488 głosicieli (w tym 802 na Azorach i 1188 na Maderze), należących do 687 zborów (w tym 15 na Azorach i 19 na Maderze). Na dorocznej uroczystości Wieczerzy Pańskiej w 2023 roku zgromadziło się ogółem 96 938 osób (w tym na Azorach 1651 i 1846 na Maderze). Biuro Oddziału koordynujące działalność miejscowych głosicieli znajduje się w Alcabideche. Biuro to koordynuje też działalność Świadków Jehowy na Azorach, Maderze, w Republice Zielonego Przylądka oraz na Wyspach Świętego Tomasza i Książęcej.

## Historia

### Początki
Wiosną 1925 roku misjonarz Badaczy Pisma Świętego z Kanady – George Young przybył do Portugalii, by rozpocząć działalność kaznodziejską w tym kraju. 13 maja 1925 roku zorganizował przemówienie publiczne Josepha F. Rutherforda pod tytułem „Jak żyć wiecznie na ziemi”  w sali gimnastycznej Liceum imienia Luisa de Camõesa w Lizbonie, którego wysłuchało 2000 słuchaczy, a drugie tyle musiało pozostać na zewnątrz. Następnego dnia artykuł poświęcony wykładowi opublikowała gazeta O Século. We wrześniu 1925 roku ukazało się pierwsze wydanie „Strażnicy” w języku portugalskim wydane w Europie. Pod koniec 1925 roku otwarto biuro przy Rua de Santa Justa 95 w Lizbonie, które zajmowało się subskrypcją literatury oraz korespondencją z czytelnikami. W 1926 roku rozpoczęto prowadzenie studiów Biblii zainteresowanymi. W 1927 roku rozpowszechniono ponad 61 tys. egzemplarzy „Strażnicy”, która była drukowana w szwajcarskim Bernie. W 1927 roku w Portugalii i na Azorach było ponad 450 stałych czytelników „Strażnicy”. Latem 1927 roku odbył się chrzest pierwszych 14 Portugalczyków.
Mniej więcej w tym czasie do pomocy w rozwoju działalności przybył Virgílio Ferguson wraz z żoną Lizzie. Wkrótce po przeniesieniu George’a Younga do Związku Radzieckiego kierował działalnością pomimo wojskowego zamachu stanu i wprowadzenia dyktatury. W październiku 1927 roku uzyskał on zgodę na organizowanie zebrań religijnych w swoim domu. W tym czasie „Strażnicę” w Portugalii prenumerowało 450 osób, a literatura biblijna w tym języku docierała do Angoli, Azorów, Goi, Madery, Mozambiku, Timoru Wschodniego i Wysp Zielonego Przylądka. Pod koniec lat 20. gdy do Lizbony przyjechał z Brazylii Manuel da Silva Jordão lepiej zorganizowano druk i dystrybucję publikacji biblijnych, a w stolicy powstał zbór.
Fergusonowie pozostali w Portugalii do roku 1934, gdy musieli powrócić do Brazylii. W latach 30. XX wieku rozpowszechniono w kraju setki tysięcy publikacji. W listopadzie 1931 roku przeprowadzono kampanie rozpowszechniania 260 tys. egzemplarzy broszury „Królestwo – nadzieja świata”. W roku 1933 otwarto Biuro Oddziału, działające do roku 1940, gdy zostało zamknięte przez twładze państwowe. Wkrótce potem prace tłumaczeniowe w Portugalii zostały wstrzymane. Zaczęto korzystać ze „Strażnicy” i literatury biblijnej publikowanej w Brazylii.
W latach 40. rozpoczęto wyświetlanie filmu „Fotodrama stworzenia” oraz głoszono na szeroką skalę za pomocą gramofonów. Do połowy lat 40. małe grupy spotykały się na zebraniach religijnych w różnych częściach kraju.

### Działalność powojenna
W roku 1947 do Portugalii przybył pierwszy misjonarz, absolwenci Szkoły Gilead, John Cooke. 5 maja tego roku kraj odwiedzili przedstawiciele Towarzystwa Strażnica ze Stanów Zjednoczonych – Frederick W. Franz i Hayden C. Covington i w Lizbonie spotkali się z grupą 8 głosicieli, którzy prowadzili działalność kaznodziejską w stolicy. Podczas tej wizyty podjęto próbę prawnej rejestracji działalności Świadków Jehowy w Portugalii, ale wniosek został odrzucony. W Lizbonie ponownie utworzono zbór. 13 grudnia 1947 oraz 19 stycznia 1948 roku, w Lizbonie przemawiali Nathan H. Knorr i Milton G. Henschel. W roku 1949 w Portugalii działalność kaznodziejską prowadziło 10 głosicieli. W roku 1949 otwarto pierwszą w Portugalii Salę Królestwa. W tym samym roku w działalności kaznodziejskiej brało udział 12 głosicieli, rok później – 25, a w roku 1951 – 73.
W 1951 roku do Portugalii przybyło dwóch kolejnych misjonarzy. Frederick W. Franz ponownie odwiedził Świadków Jehowy w Portugalii. W roku 1952 Nathan H. Knorr i Milton G. Henschel po raz kolejny przybyli do Lizbony w celu zalegalizowania działalności – prośba została ponownie odrzucona. W Portugalii działało wówczas 97 głosicieli, a rok później (w 1953 roku) przekroczono liczbę 100 głosicieli. W roku 1954 w całej Portugalii działało już około 130 głosicieli. W listopadzie 1954 roku przybyło do Portugalii małżeństwo Eric i Christina Britten – absolwenci Szkoły Gilead, którzy wcześniej usługiwali jako misjonarze w Brazylii. Aby uniknąć uwagi władz, regularnie organizowali spotkania religijne w obszarach zalesionych, wzdłuż plaży, zwłaszcza w okolicy Costa da Caparica.
W roku 1955 na zgromadzeniu okręgowym pod hasłem „Tryumfujące Królestwo” w Porto podano ogłoszenie o kongresie międzynarodowym Świadków Jehowy pod hasłem „Wola Boża”, mającym się odbyć w 1958 roku na nowojorskim stadionie Yankee. Była na nim obecna grupa Świadków Jehowy z Portugalii. W 1956 roku w Lizbonie powstał drugi zbór, a w kraju działało około 305 głosicieli. W 1956 roku tajna policja polityczna PIDE inwigilowała uczestników zebrań, a niektóre miejsca publiczne, w których się one odbywały, musiały zostać zamknięte. W styczniu 1957 roku Nathan H. Knorr wygłosił przemówienia w Sali Królestwa w Lizbonie i w innych miejscach. W kolejnych miesiącach Świadkowie Jehowy zostali zmuszeni do spotykania się na zebraniach w domach prywatnych. Pod koniec lat 50. XX wieku  Frederick W. Franz odbył kolejną podróż do Portugalii, a do Lizbony i Porto zostali wysłani następni misjonarze.
Następne lata przyniosły wzrost liczby głosicieli. W roku 1958 było ich około 420, rok później – 643, liczbę 1000 głosicieli przekroczono w roku 1961. W sierpniu tego roku dokonano pierwszych aresztowań Świadków Jehowy, którzy ze względu na sprzeciw sumienia odmówili pełnienia służby wojskowej i brania udziału w wojnie kolonialnej w Angoli i Gwinei Portugalskiej. Wielu z nich było więzionych w izolatkach.

### Zakaz działalności
W 1962 roku, gdy w Portugalii było już ponad 1300 głosicieli, ich działalność władze obłożyły zakazem, a misjonarzy wydalono. Władze zakazały urządzania zebrań w Salach Królestwa, dlatego potajemnie urządzano je w mieszkaniach prywatnych. Policja przeprowadzała rewizje w domach wyznawców, konfiskując ich publikacje oraz przerywała ich spotkania religijne. Wielu wyznawców aresztowano i postawiono przed sądem. Udokumentowane relacje z wielu takich procesów zamieszczono w publikacjach Świadków Jehowy. Kopie zostały wysłane do władz portugalskich, portugalskich ambasad i konsulatów na całym świecie. Dziesiątki zagranicznych gazet poinformował o brutalnych prześladowaniach, a do portugalskich placówek dyplomatycznych zostały wysłane listy protestacyjne z całego świata. 25 lutego 1965 roku zagraniczna delegacja trzech przedstawicieli Towarzystwa Strażnica została przyjęta przez ministra spraw zagranicznych dr. Franco Nogueira. Minister obiecał zbadać sytuację, ponieważ uznał, że nie ma wyraźnego powodu, aby odmówić Świadkom Jehowy prawa do wolności religijnej. Jednakże jedyną odpowiedzią był stały wzrost ingerencji policji.
W okresie zakazu wielu wyznawcom udało się wyjechać na kongresy, odbywające się w języku portugalskim w Szwajcarii, Anglii, we Włoszech i Francji; organizowano również potajemne zgromadzenia w kraju – na polanach leśnych. W roku 1964 z wizytą w Portugalii przebywał Nathan Homer Knorr.
W roku 1964 w działalności kaznodziejskiej brało udział 2000 głosicieli, a rok później 3000. W roku 1968 liczba głosicieli przekroczyła 6000.
W czerwcu 1966 roku w Lizbonie odbył się proces, na którym wszyscy członkowie 49-osobowego zboru Feijó, za uczestniczenie w zebraniu religijnym w domu prywatnym, zostali skazani na karę więzienia – od 45 dni do pięciu i pół miesiąca. W grudniu nadzorcą Biura Oddziału został Douglas Guest, absolwent 27 klasy Szkoły Gilead, który przybył do Portugalii w sierpniu 1964 roku.
Pod koniec lat 60. XX wieku Świadkom Jehowy utrudniano spotykanie się na zebraniach chrześcijańskich. Nierzadkie były wypadki konfiskaty literatury biblijnej, a także pobicia.
Mimo tendencji do uznania wolności religijnej w Portugalii, wiosną 1972 roku nastąpił wzrost represji stosowanych wobec Świadków Jehowy. W roku 1973 liczba głosicieli przekroczyła 10 000. W tym samym roku kilkuset Świadków Jehowy z Portugalii, Madery i Azorów udało się na kongres międzynarodowy pod hasłem „Boskie zwycięstwo” do Brukseli, a latem 1974 roku 12 102 Świadków Jehowy z Portugalii wzięło udział w kongresie pod hasłem „Boskie zamierzenie” w Tuluzie we Francji.
W czasie dyktatury dr. António de Oliveira Salazara i zakazu działalności kilkanaście razy występowano o przyznanie statusu organizacji religijnej, ale wszystkie prośby odrzucono.

### Uznanie prawne i dalszy rozwój

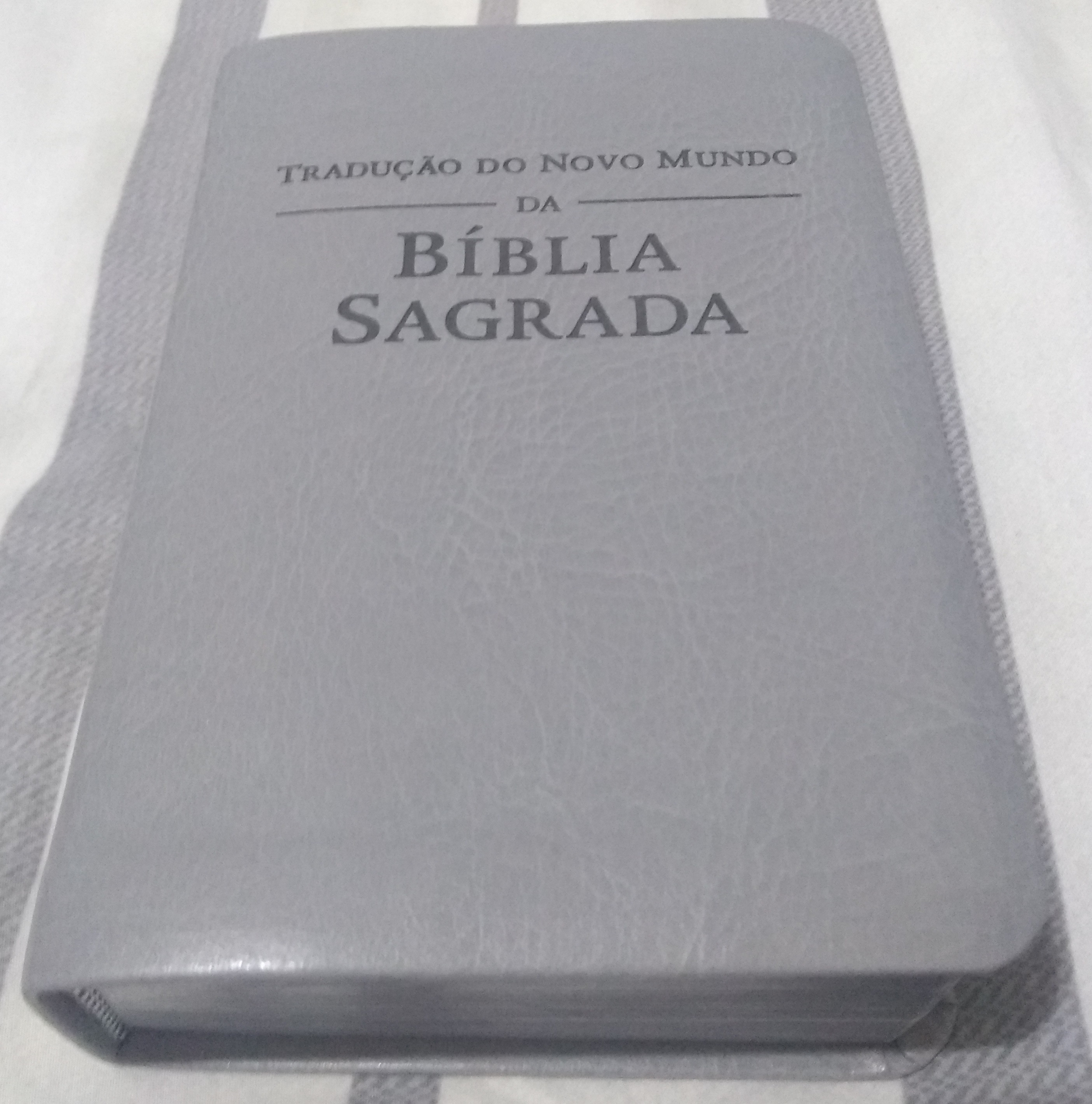
Pismo Święte w Przekładzie Nowego Świata w języku portugalskim (wyd. zrewidowane)

18 grudnia 1974 roku po latach starań zarejestrowano Associação das Testemunhas de Jeová (Stowarzyszenie Świadków Jehowy) jako niedochodowe stowarzyszenie religijne podlegające pod ogólne prawo cywilne. W tym czasie w Portugalii działalność prowadziło ponad 13 500 Świadków Jehowy. Trzy dni później na dwóch spotkaniach z udziałem członków Ciała Kierowniczego – Nathanem H. Knorrem i Frederickiem W. Franzem zebrało się 7586 osób w hali sportowej w Porto i 39 284 osoby na stadionie piłkarskim w Lizbonie. W styczniu 1975 roku Świadkowie Jehowy ponownie mogli się zgromadzać we własnych Salach Królestwa; otwarto również nowe Biuro Oddziału w Estoril. W lipcu i sierpniu 1975 roku w trzech kongresach pod hasłem „Boskie zwierzchnictwo” uczestniczyło 34 529 osób, na Azorach – 410 i 629 w Funchal na Maderze. Były to pierwsze oficjalne kongresy po uzyskaniu legalizacji działalności. W roku 1977 przekroczono liczbę 20 000 głosicieli. W roku 1978 w Lizbonie odbyły się pierwszy w tym kraju kongres międzynarodowy – pod hasłem „Zwycięska wiara”. W lipcu i sierpniu 1978 roku na zgromadzenia w Portugalii przybyło 34 529 osób, 410 na Azorach i 629 w Funchal na Maderze. Ogłoszono wydanie w języku portugalskim Pisma Świętego w Przekładzie Nowego Świata; wydanie zrewidowane opublikowano w 2016 roku.
W roku 1986 działalność kaznodziejską prowadziło 30 000 głosicieli, a w roku 1988 ponad 33 000. 23 kwietnia tego samego roku oddano do użytku nowe Biuro Oddziału w miejscowości Alcabideche, z tej okazji Milton G. Henschel wygłosił przemówienie do 45 522 zgromadzonych na stadionie piłkarskim Restelo w Lizbonie.

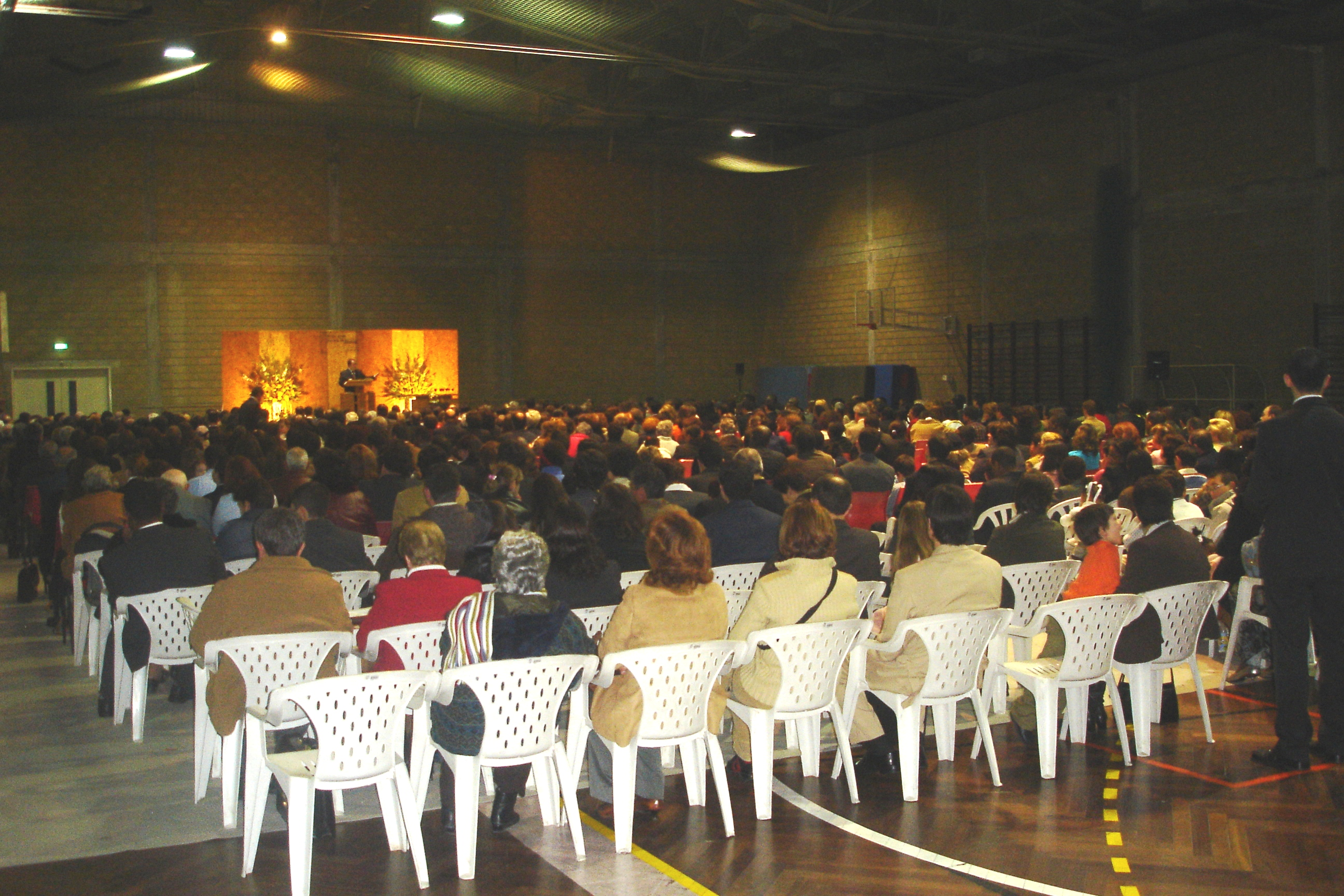
Obecni na Wieczerzy Pańskiej (Pamiątce) w wynajętej hali w 2005 roku

W 1990 roku w działalności kaznodziejskiej brało udział ponad 40 000 głosicieli. W roku 1990 i 1999 zorganizowano pomoc humanitarną dla współwyznawców w Angoli. W 1994 roku w Porto oddano do użytku drugą w Portugalii Salę Zgromadzeń.
24 kwietnia 2007 roku na mocy nowej ustawy o wolności religii Stowarzyszenie Świadków Jehowy i jego statut zostały ponownie zarejestrowane jako związek religijny. 22 czerwca 2009 roku na mocy tej samej ustawy Minister Sprawiedliwości podpisał certyfikat przyznający Stowarzyszeniu Świadków Jehowy statut wieloletniej wspólnoty wyznaniowej posiadającej najwyższy status prawny i religijny.
W 2011 roku w działalności kaznodziejskiej brało udział 51 524 głosicieli, a na Pamiątce obecnych było 103 460 osób. W 2012 roku delegacja z Portugalii uczestniczyła w kongresie specjalnym pod hasłem „Strzeż swego serca!”, który się odbył w brazylijskim Rio de Janeiro. W roku 2013 odbył się w Lizbonie kongres specjalny pod hasłem „Słowo Boże jest prawdą!”. W październiku 2015 roku delegacja Świadków Jehowy z Portugalii uczestniczyła w kongresie specjalnym pod hasłem „Naśladujmy Jezusa!” na Malcie. W roku 2017 zatwierdzono osobne tłumaczenie „Strażnicy” na portugalski używany w Portugalii. We wrześniu 2018 roku w Maputo w Mozambiku odbył się kongres specjalny pod hasłem „Bądź odważny!” z udziałem delegacji z Portugalii.
W dniach od 28 do 30 czerwca 2019 roku w Lizbonie odbył kongres międzynarodowy pod hasłem „Miłość nigdy nie zawodzi!”. Uczestniczyło w nim 63 390 osób, w tym 5300 zagranicznych delegatów z 24 krajów. Ochrzczono 451 osób. Ciało Kierownicze Świadków Jehowy reprezentował Geoffrey Jackson. Delegacje Świadków Jehowy przyjął prezydent Portugalii Marcelo Rebelo de Sousa. Latem 2019 roku delegacje z Portugalii uczestniczyły w kongresach międzynarodowych w Brazylii, Holandii i Stanach Zjednoczonych, a w 2024 roku w kongresach specjalnych pod hasłem „Głośmy dobrą nowinę!” w Dominikanie i Stanach Zjednoczonych.
Zebrania odbywają się w językach: portugalskim, angielskim, bułgarskim, chińskim, francuskim, hindi, hiszpańskim, kreolski (Republika Zielonego Przylądka), nepalskim, niemieckim, rosyjskim, rumuńskim, tajskim i w portugalskim języku migowym, kongresy regionalne i zgromadzenia obwodowe w językach: portugalskim, angielskim, chińskim, hindi, rosyjskim, rumuńskim i w portugalskim języku migowym.

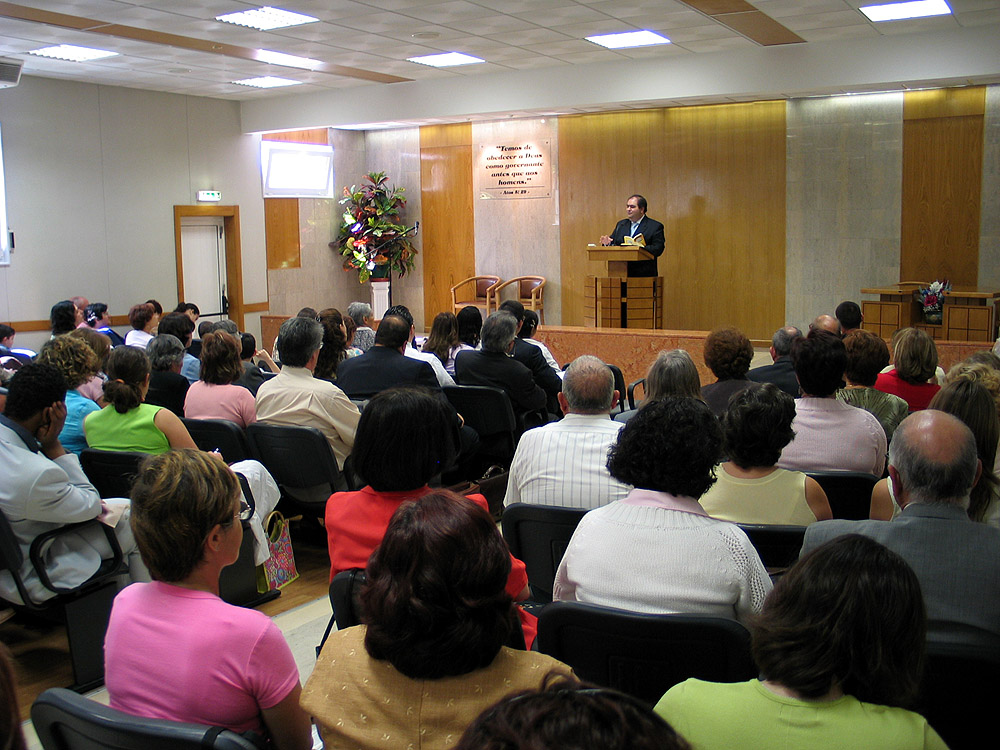
Zebranie zborowe w Sali Królestwa w Portugalii (2006)
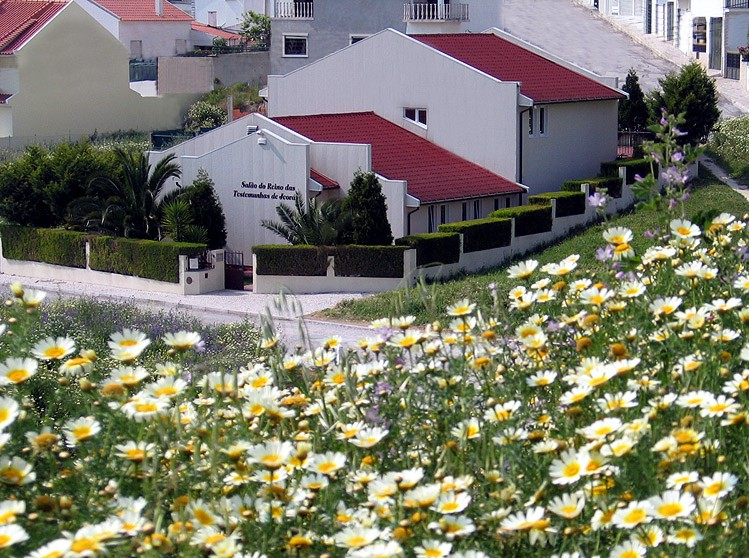
Jedna z portugalskich Sal Królestwa
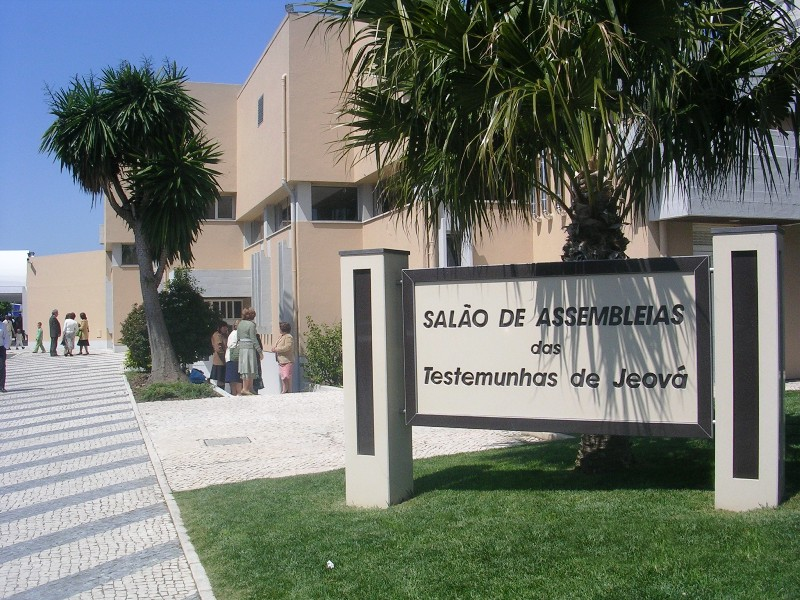
Sala Zgromadzeń w Carnaxide
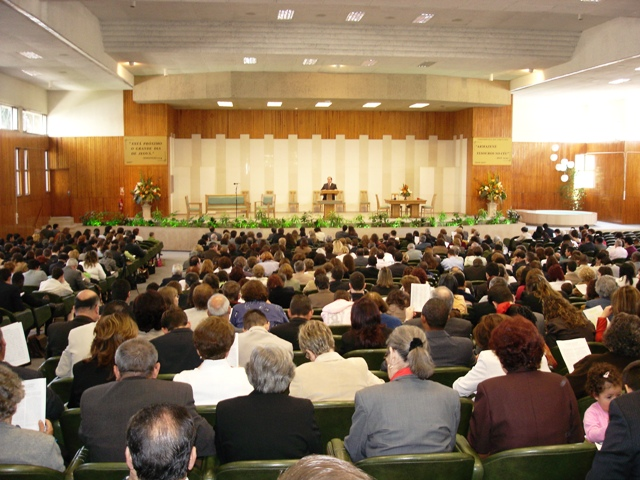
Na zgromadzeniu obwodowym w Carnaxide

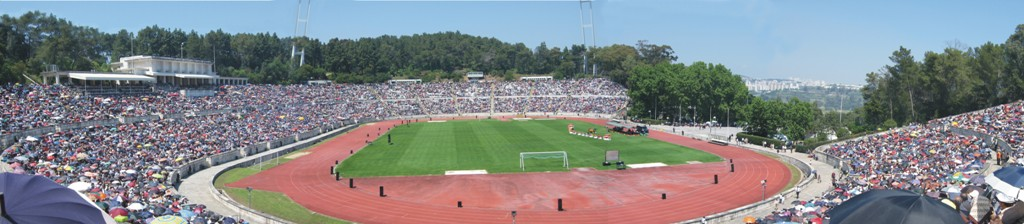
Portugalscy Świadkowie Jehowy zgromadzeni na stadionie w 2007, z okazji wizyty nadzorcy strefy

## Świadkowie Jehowy na Azorach
Świadkowie Jehowy na Azorach – społeczność wyznaniowa na Azorach, należąca do ogólnoświatowej wspólnoty Świadków Jehowy, licząca w 2023 roku 802 głosicieli w 15 zborach. W roku 2023 na dorocznej uroczystości Wieczerzy Pańskiej (Pamiątce) zgromadziło się 1651 osób.
Działalność miejscowych wyznawców koordynuje portugalskie Biuro Oddziału.

### Historia
W roku 1902 regularna działalność na Azorach została rozpoczęta przez dwóch emigrantów przybyłych ze Stanów Zjednoczonych. W 1927 roku na Azorach zanotowano stałych czytelników „Strażnicy”. W roku 1947 dwóch mieszkańców Azorów powróciło ze Stanów Zjednoczonych i rozpoczęło działalność kaznodziejską w Pico. W roku 1950 przybyło dwóch misjonarzy, absolwentów Szkoły Gilead – Paul Williams i Kenneth Baker, jednak wkrótce pod wpływem kleru katolickiego, zostali aresztowani i deportowani przez władze. Zanotowano wówczas liczbę 21 głosicieli, powstał pierwszy zbór, a w roku 1957 następny. W roku 1966 doszło do aresztowań wyznawców przez policję za prowadzoną przez nich działalność kaznodziejską. W roku 1969 osiągnięto liczbę 100 głosicieli. W roku 1975 przekroczono liczbę 200 głosicieli. W roku 1981 wybudowano Salę Królestwa. Rok później zanotowano liczbę ponad 300 głosicieli, w roku 1992 ponad 500. Liczbę 600 głosicieli osiągnięto w roku 2004, 700 w roku 2008, 765 w 2010 roku. Zebrania odbywają się w języku portugalskim oraz portugalskim języku migowym.

## Świadkowie Jehowy na Maderze
Świadkowie Jehowy na Maderze – społeczność wyznaniowa na Maderze, należąca do ogólnoświatowej wspólnoty Świadków Jehowy, licząca w 2023 roku 1188 głosicieli w 19 zborach. W roku 2023 na dorocznej uroczystości Wieczerzy Pańskiej (Pamiątce) zgromadziło się 1846 osób. Działalność miejscowych wyznawców koordynuje portugalskie Biuro Oddziału.

### Historia
Pod koniec 1925 roku, dzięki zamieszczonemu w prasie przemówienia Josepha F. Rutherforda z 13 maja 1925 roku, które wygłosił w Lizbonie, wiele osób zaczęło interesować się tym wyznaniem. W roku 1954 przybyły ze Stanów Zjednoczonych współwyznawca rozpoczął regularną działalność na Maderze. W tym samym roku zainteresował wyznaniem ponad 20 osób. Powstał pierwszy zbór, składający się z 4 głosicieli. Wkrótce przybyli misjonarze, absolwenci Szkoły Gilead, którzy otworzyli pierwszą Salę Królestwa. W roku 1965 przekroczono liczbę 50 głosicieli. W roku 1970 powstał drugi zbór, a rok później liczba głosicieli wyniosła 216 w 3 zborach. W roku 1977 przekroczono liczbę 300 głosicieli. W roku 1981 zanotowano ponad 400 głosicieli, w 1987 roku – ponad 500, w 1997 roku – ponad 1000. W roku 2011 zanotowano liczbę 1146, a rok później 1152 głosicieli. Zebrania zborowe odbywają się w językach: angielskim, portugalskim i portugalskim migowym.